# 1358 Ґайка
1358 Ґайка (1358 Gaika) — астероїд головного поясу, відкритий 21 липня 1935 року.
Тіссеранів параметр щодо Юпітера — 3,461.